# Iglesia de Saint-Philippe-du-Roule
La iglesia de Saint-Philippe-du-Roule (en francés: église Saint-Philippe-du-Roule) es una iglesia de París que se construyó a finales del siglo XVIII y se reconstruyó dos veces durante el siglo XIX. Su historia está ligada a las diferentes etapas de la construcción del barrio al que dio su nombre. Está ubicada en el n.º 154 de la rue du Faubourg Saint-Honoré a la altura de la place Chassaigne-Goyon, en el VIII Distrito.
La iglesia ha sido clasificada al título de monumento histórico desde el 5 de julio de 1993.

## Historia
La actual iglesia Saint-Philippe-du-Roule ha tomado el lugar de una antigua capilla dedicada a Santiago y san Felipe. Esta capilla era parte de una maladería fundada probablemente en el siglo XIII por los trabajadores de la Monnaie, a menudo expuestos a la lepra.
La capilla de los maladería solo sirve de capilla de socorro: para los sacramentos, los oficios y la instrucción religiosa de sus hijos, los habitantes de Roule debían ir a Saint-Martin-de-Villiers, distante una legua  (unos 4 km).
En 1639, a petición de los habitantes, el rey Luis XIII concedió el permiso para construir (lo que estaba prohibido hasta entonces) y para unirse con el pueblo de Ville-l'Évêque. La capilla cayó en ruinas, y se consideró su reconstrucción.

## La primera parroquia
La capilla del Roule se erigió en parroquia en 1699 y alrededor de 1700, Nicolas de Lépine realizó muchas reparaciones. La aldea de Roule estaba unida al suburbio de la Ville l'Évêque y fue incorporado a París en 1722.
En 1739, el teniente general de policía René Hérault ordenó la demolición de la antigua capilla que amenazaba la ruina. Las campanas se colocaron en un refugio y los servicios se transfirieron temporalmente a un granero, inundado a veces. Los feligreses tuvieron que seguir, durante varias décadas, los servicios en un establo, «lieu tout à fait indécent pour une église et pour une paroisse de Paris qui à cet égard se voit réduite au-dessous du dernier village du royaume» como escriben el párroco y los marguilliers (administradores de las limosnas).

## Construcción de la iglesia
En 1741, el rey Luis XV ofreció un terreno separado de la antigua pépinière guardería para construir una nueva iglesia, pero la « gran alcantarilla», a lo largo de la actual calle La-Boétie, no permitía establecer cimientos bastante sólidos, el proyecto debió ser abandonado y la tierra donada por el rey se usó como un nuevo cementerio.
En 1764, el párroco y los marguilliers escribieron al rey: «La paroisse devient tous les jours plus considérable par le nombre et par la qualité des paroissiens». A raíz de esta solicitud, el teniente general de la policía, Sartine, pidió al arquitecto Louis-Marie Colignon proponerle los medios para proporcionar a la parroquia una iglesia digna de ella. Propuso un plan de reconstrucción total de la iglesia en el terreno actual con un costo de 70 000 libras, modesto pero aún fuera del alcance de la parroquia. Sin embargo, Luis XV consideró que este proyecto era insuficiente y, en 1767, se le solicitó un nuevo proyecto a Jean-François-Thérèse Chalgrin (1739-1811) a través del conde de Saint-Florentin, secretario de Estado en la Casa del Rey, para quien el arquitecto estaba construyendo el hôtel de Saint-Florentin.
Al mismo tiempo, el rey hizo adquirir los terrenos necesarios para la construcción del edificio, aquel que él había donado en 1741, separado del vivero real, habiendo demostrado ser poco fiable para poder establecer unas cimentaciones sólidas. El 24 de septiembre de 1766, Luis XV donó al Consejo de la fábrica de Saint-Philippe-du-Roule una suma de 8000 libras para ayudarlo a liberarse de los Monnayeurs, que eran dueños del terreno.
Los planes fueron aprobados el 12 de octubre de 1768 por la Academia real de arquitectura, pero la compra de las tierras se prolongó. No fue hasta 1773 cuando fue posible llevar a cabo las obras de demolición y decimentación. La primera piedra fue colocada por el entonces conde de Provenza (futuro Luis XVIII), y hubo un proyecto de medalla para conmemorar el evento, pero la muerte de Luis XV el 10 de mayo de 1774 impidió la ceremonia.
En 1779, la construcción llevada a cabo era de «presqu'à moitié» pero tuvo que ser interrumpida a fines del verano del mismo año por falta de fondos. Los trabajos se completaron en 1783-1784, con un costo total de 300 000 libras. En la primavera de 1784, la iglesia ya estaba en un estado para recibir a los fieles; fue bendecida por M. Chevreuil, vicario general, el 30 de abril de 1784; quedaban por construir las dos torres que iban a enmarcar la cabecera y que nunca verán la luz. El presbiterio, el vicariato y la escuela, solicitados por el rey en 1772, no se construirán al mismo tiempo que la iglesia.
En su forma original, el edificio es conocido gracias a los dibujos de Louis Gustave Taraval y de las estampas de Sellier. Un largo bajorrelieve de Gois, Les Miracles de saint Philippe [Los milagros de San Felipe], destinado al peristilo, nunca fue ejecutado en piedra por falta de fondos.

## Reacondicionamiento delsigloXIX

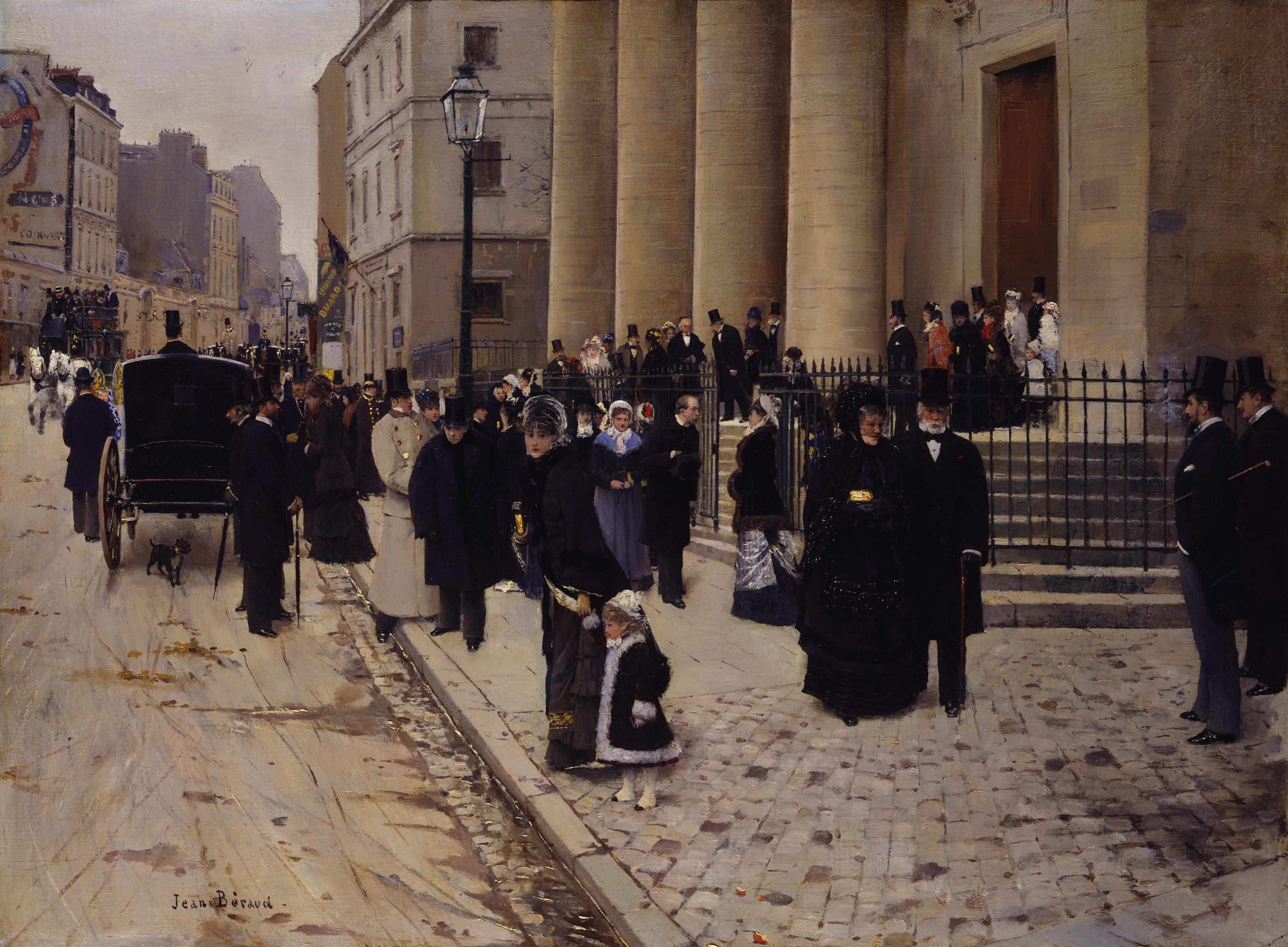
Sortie de messe à Saint-Philippe-du-Roule (Béraud, 1876).

En 1846 el edificio fue remodelado y ampliado por Étienne-Hippolyte Godde, y luego por Victor Baltard en 1853. El primero abrió unos lunetos en la bóveda, calando el muro circular del coro, donde Chalgrin había dispuesto unos nichos entre las columnas adosadas; los casetones de la bóveda de horno se rellenaron para permitir a Théodore Chassériau adornarla con una  Descente de Croix. Baltard, por su parte, instaló un calefactor cuyas tuberías verticales corrían a lo largo de los pilares del deambulatorio.
La duquesa de Alencon, hermana de la emperatriz de Austria, vino a rezar allí. Víctima del incendio del Bazar de la Charité, su funeral se celebró allí en mayo de 1897.
El abad Albert Colombel (1864-1943), canónigo honorario de París fue pastor de Saint-Philippe du Roule desde 1923 hasta su muerte en 1943.

## Arquitectura

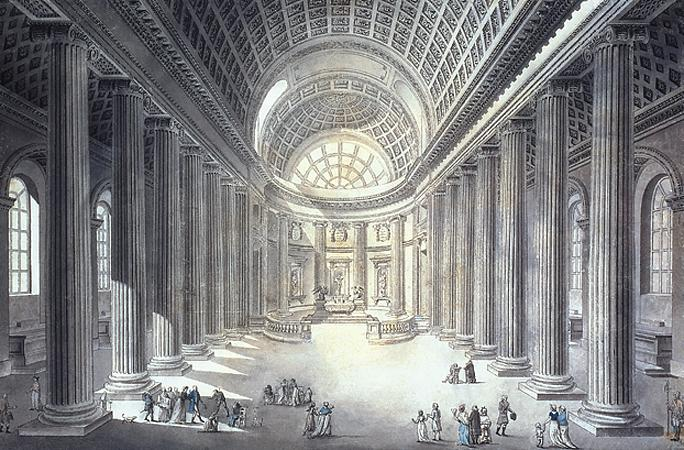
Interior de la iglesia

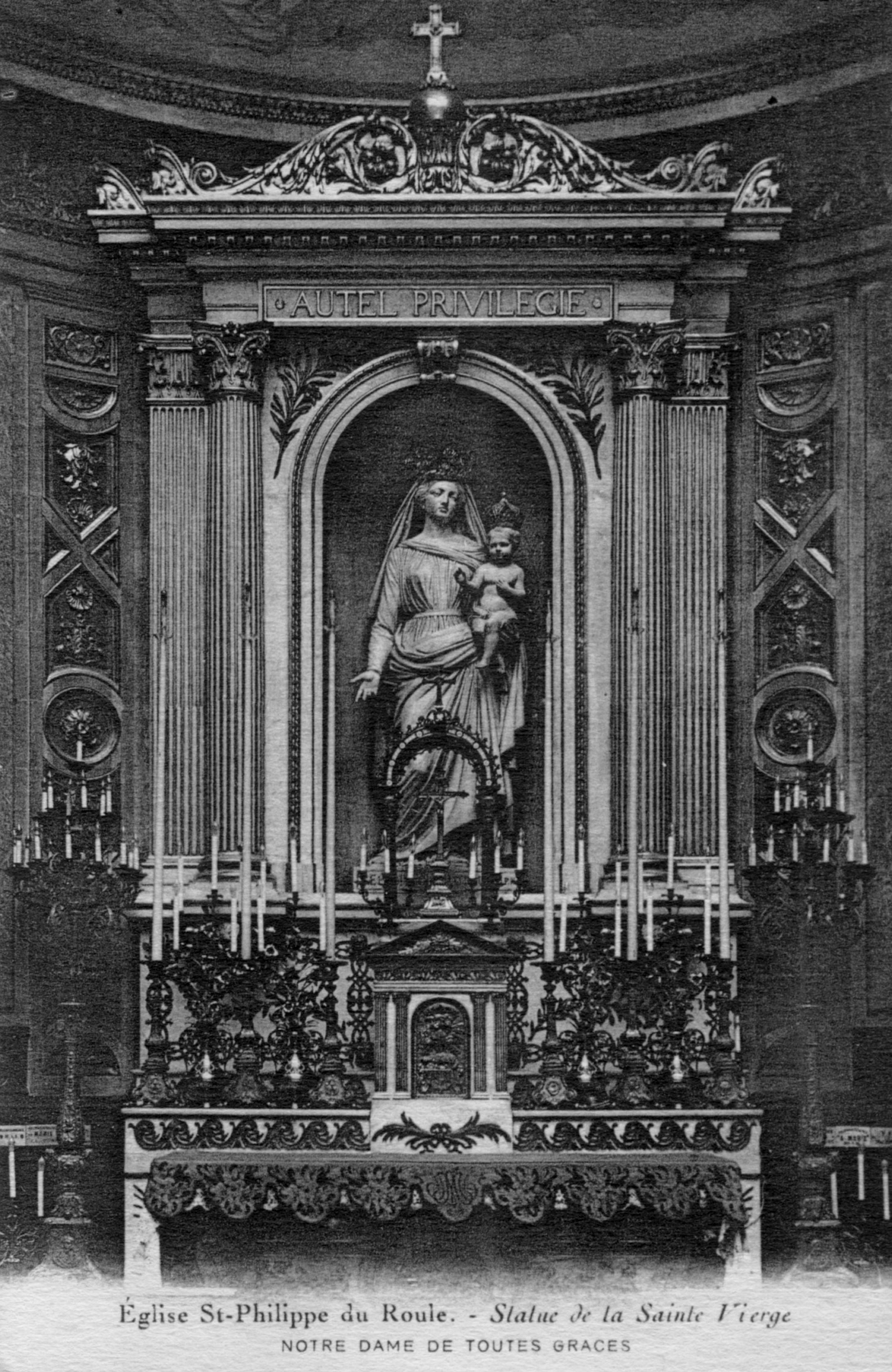
Estatua de La Sante Virgen (Notre-dame de Toutes Grâces), en la iglesia. (Imp. Liva – 15, r. Saussier-Leroy, Paris).

Saint-Philippe-du-Roule no es el primer edificio religioso en Francia que volvía a usar la disposición de las antiguas basílicas paleocristianas, pero es una de las más destacadas y una de las más imitadas.
El edificio tenía originalmente unas dimensiones de 26 toesas de largo y 14 de ancho (unos 52 m por 28 m). La fachada, muy sencilla, comprende un perístilo de cuatro columnas dóricas coronado por un frontón triangular flanqueado por dos puertas rectangulares, de acuerdo a una composición que luego será imitada en la San Pedro Gros Caillou (1822-1829, obra de Godde), Virgen de Loreto (1823-1836, de Lebas), San Vicente de Paúl (1824-1844, de Hittorff) y San Dionisio del Santísimo Sacramento (1826-1835, obra nuevamente de Godde).
Dos torres debían elevarse a cada lado de la nave sobre el transepto falso, pero nunca se construyeron. Sin embargo, un pequeño campanario de metal, que alberga una única campana, y que está decorado con altavoces para que el sonido llegue lo más lejos posible, fue añadido mucho más tarde.
La nave central está cubierta con una bóveda de cañón sostenida por columnas jónicas. Al contrario de lo que se planeó originalmente, esta bóveda no está hecha de piedra, sino en carpintería con lienzos pintados que simulan ser casetones de piedra.
Las naves laterales, abovedadas en cuna, no tienen capillas, y los altares simplemente se apoyaban contra la pared exterior y se colocaban debajo de las ventanas. No hay capillas, coronadas por falsas tribunas con balaustradas, solo en el último tramo, donde originalmente se encontraba el altar principal. En este nivel, las columnas fueron reemplazadas por un muro ornado con pilastras acanaladas, que se prolongaban en redondo para formar un ábside, abovedado en horno, forrado con casetones. La bóveda de horno fue decorada en 1855 con una  Descente de croix de Théodore Chassériau.
Las obras de 1846 reemplazaron este muro con una columnata para crear un deambulatorio detrás del ábside. La capilla de la Virgen, ubicada en el eje de la nave, se abrió sobre este deambulatorio.
El 13 de noviembre de 1852 corresponde a la dedicación de la iglesia, es decir, a su solemne consagración como lugar de culto y oración.
En 1853, se abrió una capilla de catecismos perpendicular al eje principal.
En definitiva, hoy, solo la parte anterior (desde las dos capillas laterales) es de Chalgrin, toda la parte posterior se remonta a las transformaciones de Hippolyte Godde y de Victor Baltard.

### Anécdotas

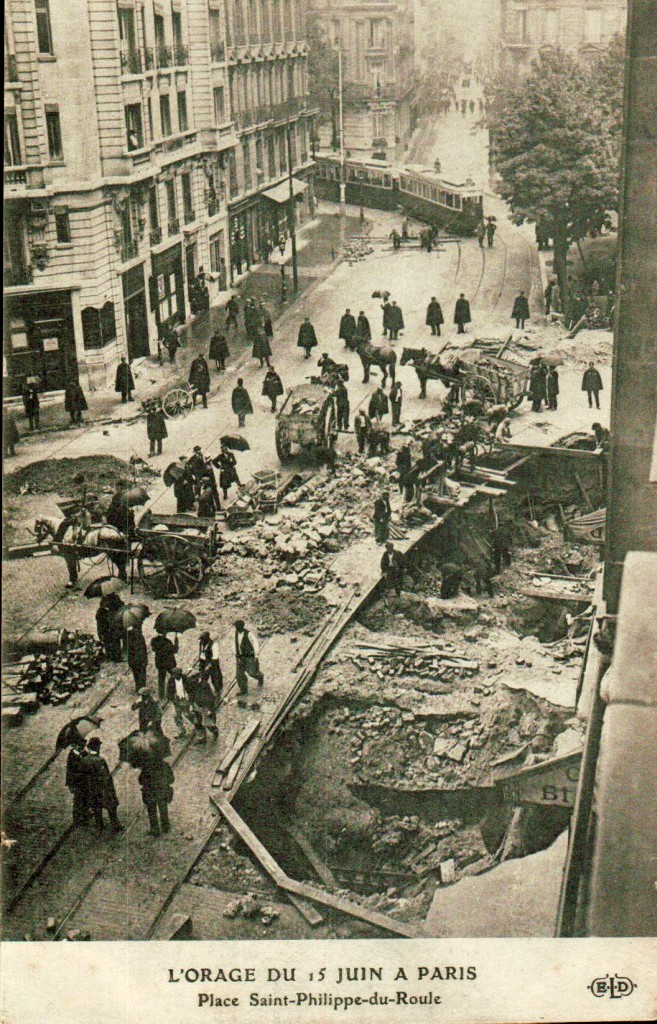
Parvis de Saint Philippe después de la tormenta del 15 de junio de 1914.

Después de la Constitución civil del Clero (1791), Saint-Philippe-du-Roule conservó su rango parroquial; se cerró en 1793, puesta a disposición de los Teofilantropistas, sucesivamente bajo el nombre templo del Roule, a continuación, Templo de la Concordia y finalmente regresó al culto católico el 8 de junio de, 1795.
El 8 de junio de 1910, Liane de Pougy se casó en ella con el príncipe Georges Ghika
El 15 de junio de 1914, una tormenta de rara violencia estalló en París. De la Ópera en Saint-Philippe du Roule, el suelo minado por los recientes trabajo del Metropolitano, los canalones de los tranvías o las alcantarillas en reconstrucción, cedieron bajo la presión del agua. Los agujeros se abrieron repentinamente en el pavimento bajo los pies de los transeúntes y debajo de las ruedas de los automóviles. El costo fue terrible: 12 muertos.
En la novela histórica de 1964 de Collins y Lapierre ¿Arde París?, se informa de que la iglesia fue la única de París que no tocó las campanas por la Liberación de París, ya que no tenía en ese momento (como el caso de las estatuas bronce, las campanas de bronce fueron tomadas por los alemanes en 1941, y se fundieron para hacer obuses o municiones).

## Accesos
La iglesia es accesible por transporte público: la línea 9 del metro de París se detiene en la estación de Saint-Philippe du Roule, así como los autobuses 28, 32, 52, 80,83 y 93 de la RATP.